# Lou Lepori
Lou Lepori, ou Pierre Lepori jusqu'en mai 2022, né le 26 novembre 1968 à Lugano, est un écrivain, journaliste, traducteur et metteur en scène suisse.

## Biographie

### Origines et études
Lou Lepori naît Pierre Lepori le 26 novembre 1968 à Lugano, en Suisse italienne (d'origine italienne par sa mère, "Marches et Vénétie, par ses grands-parents maternels").
Il est licencié ès lettres modernes de l'université de Sienne et docteur en Theaterwissenschaft de l'université de Berne.

### Parcours professionnel
Il dirige la rédaction italienne du Dictionnaire du théâtre en Suisse(Chronos, 2005). Il est chargé de cours suppléant à l'Unité d'italien du Département de langues et littératures romanes de l’Université de Genève pour l'année 2024-2025.
Après un diplôme de journalisme, il travaille comme correspondant culturel pour la Radio suisse italienne et en tant que critique de théâtre pour la Radio suisse romande ; il a été rédacteur des revues Feuxcroisés, Viceversa Littérature (2006-2010) et Hétérographe (2009-13), dont il est le fondateur. 

### Parcours littéraire
Traducteur du français vers l'italien (Monique Laederach, Gustave Roud, Claude Ponti, Philippe Rahmy) et de l'italien en français (Luigi Pirandello, Sandro Penna), il est également auteur d'essais sur le théâtre, la traduction et le genre. 
Son premier recueil de poèmes (Qualunque sia il nome, avec une préface de Fabio Pusterla) reçoit le prix Schiller en 2004; il est traduit en français, et en anglais. En 2007, il publie son premier roman (Grisù, en italien, Sans peau dans la version française).
En juin 2011 paraît son deuxième roman, en trois versions et quatre livres : Sessualità écrit en italien et traduit par l'auteur en français  ; la quatrième version propose un texte où chaque personnage parle sa propre langue, une langue par chapitre et par narrateur. Dès lors, Lepori va auto-traduire en français ses romans ; selon Mathilde Vischer, « l’on peut dire que dans la production de cet auteur-autotraducteur se dessine une véritable 'poétique bilingue', au sens d’une œuvre se construisant par et à travers une pratique d’écriture en deux langues. L’articulation entre les différents modes d’écriture semble ainsi fonctionner comme principe évolutif de l’œuvre de Lepori ». "La pratique auto-traductive de Lepori lui permet de se tenir en suspens entre deux univers linguistiques et culturels et de porter à partir de cette position mouvante un regard critique sur les certitudes apparentes et les identités figées".

### Parcours théâtral
En 2015-17, il se forme à la mise en scène à la Haute École des Arts de la Scène (La Manufacture) de Lausanne, fonde sa propre compagnie (Tome Trois Théâtre) et crée Sans peau. Avec François Renou, il signe en 2017, à l'Opéra de Lausanne, Les Zoocrates de Thierry Besançon, fable musicale pour les enfants en création mondiale, avec l'OCL (dirigé par Andrei Feher). Après une performance queer sur le chanteur new-wave Klaus Nomi,, accompagnée d'un livre-CD, il consacre un livre de traductions inédites et un spectacle à la figure du poète italien Sandro Penna (1906-77) au Théâtre 2.21 de Lausanne,. En 2025, il entame une "Trilogie de l'abus", avec la pièce Insuline, "spectacle-manifeste entre cri de rage et cri du cœur" (Le Courrier), qui "lève les digues du secret et libère toute sa colère contre le silence qui tue et le rejet qui exclut" (Le Temps).

### Vie privée
Ouvertement queer, et non binaire, il change de prénom en 2022.

## Distinctions
- 2004: prix Schiller pour Qualunque sia il nome[33]
- 2005: prix Migros Tessin pour les recherches d'histoire[34]
- 2006: prix SSA pour l'écriture théâtrale[35]
- 2024 : prix Lilly Ronchetti de l'association des Autrices et auteurs de Suisse[36]

## Œuvres
- Canto oscuro e politico, poèmes, introduction de Franco Buffoni, in Settimo quaderno italiano di poesia, Milan, Marcos y Marcos, 2001
- Qualunque sia il nome, introduction de Fabio Pusterla, Bellinzone, Edizioni Casagrande, 2003 - Prix Schiller 2004 Publié en français sous le titre Quel que soit le nom, traduit de l’italien par Mathilde Vischer, Lausanne, Éditions d'en bas, 2010 Publié en anglais sous le titre Whatever The Name, traduit par Peter Valente, New York, Spuyten Duyvil Publishing, 2017
- Vento, introduction de Stefano Raimondi, Faloppio, LietoColle Libri, 2004
- Di rabbia / De rage, version française par Mathilde Vischer, Bellinzone, Edizioni Sottoscala, 2010
- Grisù, roman, Bellinzone, Edizioni Casagrande, 2007 Publié en français sous le titre Sans peau, adapté par l'auteur, Lausanne, Éditions d'en-bas, 2013
- Alberto Canetta. La traversata del teatro, essai, Bellinzone/Bâle, Edizioni Casagrande/Theaterkultur Verlag, 2007
- Il teatro nella Svizzera Italiana, la generazione dei fondatori, essai, Bellinzone, Edizioni Casagrande, 2008
- Sexualité, Lausanne, Éditions d'en bas, 2011 Publié en italien sous le titre Sessualità, traduit par l'auteur, Bellinzone, Edizioni Casagrande, 2011 Publié en allemand sous le titre Sexualität, traduit par Jacqueline Aerne, Bienne, Verlag die Brotsuppe, 2011
- Strade bianche, poèmes, Novare, Interlinea, 2013
- Come cani, roman, Milan, Effigie, 2015 Publié en français sous le titre Comme un chien, Lausanne, Éditions d'en-bas, 2015
- Nuit américaine, roman, Lausanne, Éditions d'en bas, 2018[37]

- Quasi amore, poèmes, Bellinzone, Sottoscala, 2018.

- Klaus Nomi Projekt, livre-cd (avec Cédric Leproust, Marc Berman, Albertine Zullo, préface de Cathy Ytak), Lausanne, Éditions Humus, 2018
- Le Théâtre de Luigi Pirandello, essai, Lausanne, Éditions Ides et Calendes, 2020[38]
- Philippe Rahmy, le voyageur de cristal[39],[40], essai, Genève, Éditions Double-Ligne, 2023.
- Corpi, roman, Milan, Effigie, 2024.
- Corps perdus, roman, Vevey, La Veilleuse, 2025.

## Traductions
- Anne-Lou Steininger, Il teatro delle mosche, Lausanne, Société Suisse des Auteurs, 1998
- Anne Cunéo, Ofelia dei quartieri bassi, Lausanne, Société Suisse des Auteurs, 2001
- Monique Laederach, Voci sparse d'ombra, Milan, Marcos y Marcos, 2004
- Gustave Roud, Requiem e altre prose poetiche, préface de Philippe Jaccottet, Novare, Interlinea, 2006
- Claude Ponti, Catalogo dei genitori, per i bambini che vogliono cambiarli, Milan, Babalibri, 2010
- Leopoldo Lonati, Les Choses que je sais, traduit de l'italien avec Mathilde Vischer, préface de Daniel Maggetti, Lausanne, Éditions d'en bas, 2014
- Disaccordati accordi. Quattro poeti svizzeri contemporanei, sous la direction d'Anna Ruchat et Pierre Lepori, Livourne, Valigie Rosse, 2015
- Sandro Penna, Poesie / Poèmes (1973), traduit de l’italien, Lausanne, Éditions d'en bas, 2022
- Mathilde Vischer, Lisières/Margini, traduit de l’italien, préface de Fabio Pusterla, Bellinzona, Edizioni Sottoscala, 2023
- Philippe Rahmy, Il libro del ritorno, traduit avec Luciana Cisbani e Monica Pavani, Pavia, Effigie, 2025[41]

## Théâtre
- Sans peau, texte et mise en scène, Lausanne, Théâtre 2.21, 2016[42]
- Les Petites agonies urbaines d'Emilie Blaser[43], texte et jeu, Paris, Centre Culturel Suisse, 2016[44]
- Les Zoocrates de Thierry Besançon, mise en scène et scénographie avec François Renous, Opéra de Lausanne, 2017[21]
- Se trouver de Luigi Pirandello, traduction et mise en scène, Lausanne, La Manufacture / Festival OUT, 2017[45]
- Klaus Nomi Projekt, Lausanne, texte et mise en scène, Festival InCité, 2018 (tournée en 2020)[46]
- Corps à corps avec Shangai de Philippe Rahmy, dramaturgie, tournée pour l'Association des ami.e.s de Philippe Rahmy[47], 2021.
- Le Voyageur insomniaque (Sandro Penna), texte et mise en scène, Lausanne, Théâtre 2.21, 2022[48], Pulloff 2024[49].
- Insuline, avec Marc Berman et Cédric Leproust, Lausanne, Festival de la cité, 2025[50].